# Dognin & Cie
Pour les articles homonymes, voir Dognin (homonymie).
La Maison Dognin est une entreprise industrielle française de fabrication de tulles et dentelles fondée par Jean-Claude Dognin en 1805 et disparue en 1985.

## Les débuts de la maison

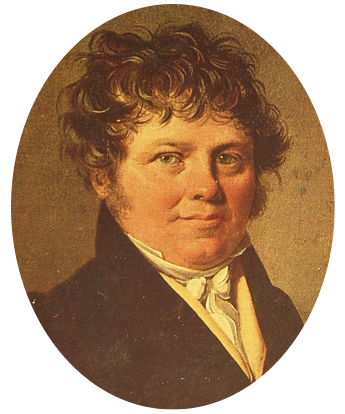
Jean-Claude Dognin
(1785-1848)
Fondateur de la maison Dognin

La Maison Dognin, fondée à Lyon en 1805 par Jean-Claude Dognin, fabrique d’abord du tulle de soie sur des métiers à la chaîne dérivés des métiers à bas. À cette époque, il existe une différence sensible entre les fabriques de tulle françaises et anglaises, différence provenant de la matière première employée. Nottingham emploie du coton ; Lyon, de la soie.
Le métier bobin, inventé en Angleterre par John Heathcoat, en 1808, ne pénètre en France qu’à la fin des guerres napoléoniennes, c’est-à-dire en 1815. Il se répand d’abord dans le Nord : à Calais, à Lille, à Valenciennes. Jean-Claude Dognin réussit, par l'intermédiaire de son fils Camille, à faire passer en contrebande, de l'Angleterre à Lyon, quelques-uns de ces métiers et les emploie à tisser de nouveaux tulles en soie, augmentant ainsi fortement la productivité.

## Les créations
En 1825, il invente le tulle grenadine, qui se termine en noir ou en blanc. Puis, après avoir fait ses débuts dans ce genre de fabrication, il lance le tulle léger dit zéphir, puis le tulle illusion. Ces deux dénominations, si connues maintenant, sont des créations de la Maison Dognin.
Dès 1827, le gouvernement du roi Charles X lui accorde une haute récompense à l’Exposition de Paris sur les produits de l'industrie française.
Camille Dognin, associé de l'affaire familiale depuis 1834, est le premier à faire le tulle dit Bruxelles (1838), c’est-à-dire une maille avec double torsion aux quatre pans.
Dans ses voyages à Calais, il fait la connaissance d’Augustin Isaac, inventeur d’un procédé breveté pour appliquer le Jacquard au métier bobin, c’est-à-dire pour obtenir dans le tulle des fleurs et des jours. Ils arrivent ainsi à imiter les mats et les effets guipure de la dentelle au fuseau. Il ne reste alors qu’à contourner les motifs décoratifs avec un gros fil de soie passé à la main pour obtenir une imitation du Chantilly ou de la Blonde, commercialisée sous le nom de tulle de France. Cette première application de la mécanique Jacquard au métier bobin est d'ailleurs récompensée d'une médaille d'argent à l'exposition nationale de 1844.

## L'essor
En 1841, Camille Dognin s’associe avec Augustin Isaac pour former la maison Dognin Fils & Isaac. La broderie à l’aiguille se fait alors à la campagne, soit dans les environs de Lyon (et notamment à Condrieu), soit dans le Nord (aux environs de Douai). À partir de 1848, la Maison Dognin commence la production d'une imitation de la dentelle de laine fabriquée à la main au Puy.
En 1859 et pour remédier à la dispersion liée au travail à domicile, les métiers de Calais sont transportés à Lyon, à la Croix-Rousse. Ils y subissent d’importantes modifications pour permettre de les faire fonctionner plus vite et à la vapeur. La même année, Dognin Fils et Isaac devient Dognin & Cie et installe sont siège à Paris, au n°37 de la rue du Sentier.
En 1863, la Maison, dans la personne de son chef, Camille Dognin, reçoit la Légion d’honneur. Ce dernier cède sa place, deux ans plus tard, à son fils Émile (1839-1929) qui est l'auteur d'un grand nombre de dessins à succès de la Maison. Il est rejoint par son frère Paul et par Auguste Isaac, fils de Louis, en 1870.
En 1872, la Maison Dognin adjoint à son tissage de tulle d’importants ateliers de mécanique qui lui permettent de construire elle-même tous ses métiers, aussi bien les métiers à tulle que les métiers à dentelle et les machines à broder, sur des plans qui étaient exclusifs.
Le 9 septembre 1877, le Maréchal de Mac-Mahon, président de la République, visite l’usine de la Croix-Rousse en témoignage public d’encouragement à l’effort industriel de la Maison Dognin qui, dès cette époque, a constitué l’outillage le plus perfectionné pour la production des tulles et des dentelles. Sans cesse accru et amélioré, cet outillage, installé en 1880 dans l’usine de Villeurbanne, leur permet de réaliser la synthèse complète de l’industrie du tulle. En effet, ils sont parvenus à construire eux-mêmes le matériel nécessaire à la fabrication de tous leurs articles, depuis le métier sur lequel se produit le tissu, les machines qui servent à broder, les machines d’apprêt et de finissage, et jusqu’aux cartons dans lesquels les marchandises sont livrées à la clientèle. On peut ainsi voir, sans sortir de l’usine, le processus complet de la fabrication, depuis l’usinage des pièces du métier jusqu’à l’achèvement si minutieux des plus fines dentelles. La broderie mécanique occupe, dans cette usine, un atelier spacieux, dans lequel les métiers sont en mesure de rivaliser avec ceux de Saint-Gall ou de Plauen.
La broderie à la main est exécutée, sous la direction de Dognin et Cie, dans la vallée du Rhône, où les ouvrières à l’aiguille sont rompues aux finesses des travaux les plus délicats. C’est grâce à cette puissante organisation que la Maison Dognin & Cie parvient, à cette époque, à se placer au premier rang parmi les créateurs de la mode.

## Les implantations géographiques

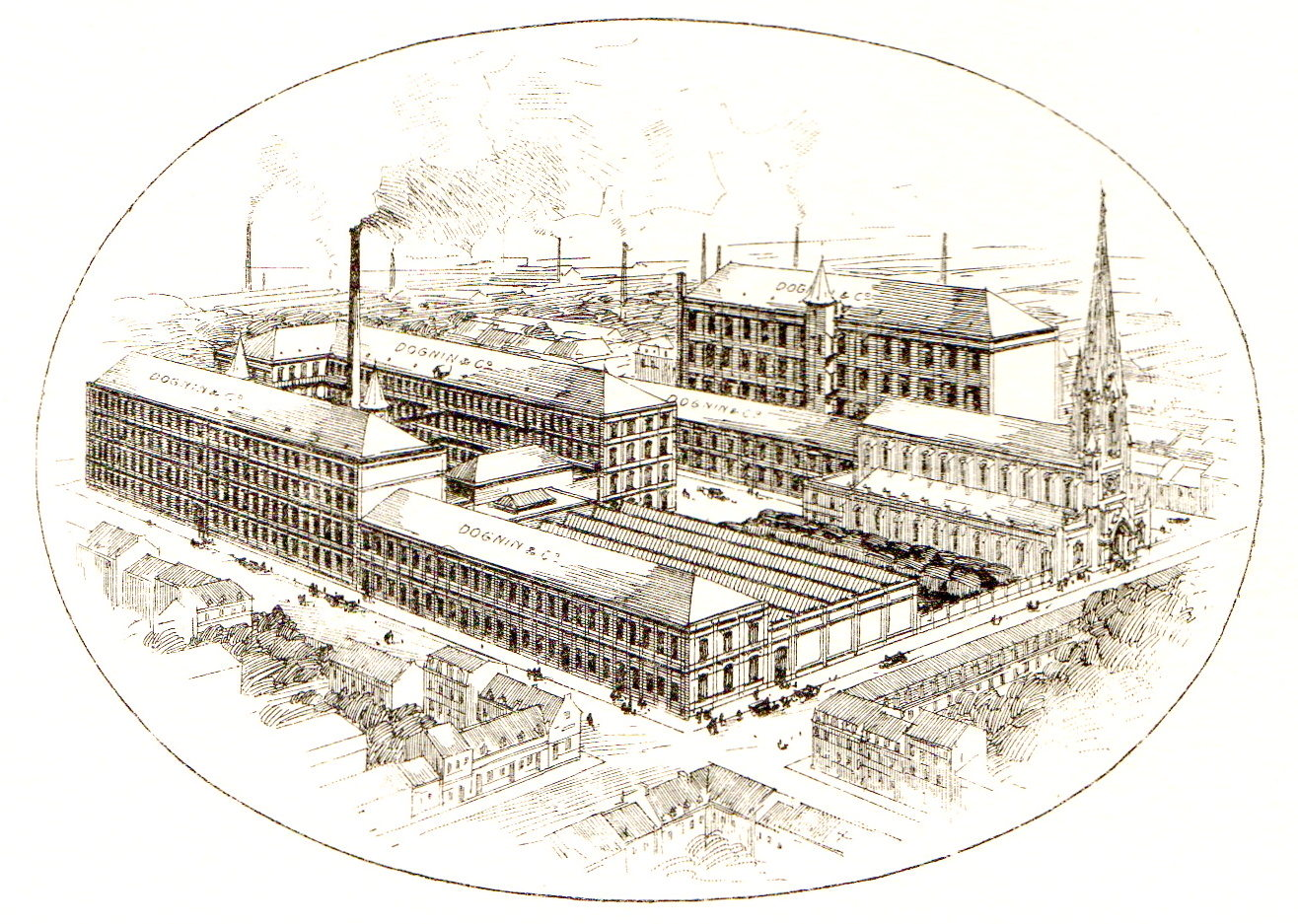
Usines Dognin à Calais en 1913

Bien que les anciens métiers construits par Augustin Isaac ont été transportés à Lyon, la Maison Dognin installe à Calais ses métiers de production de dentelles Leavers. Dès 1880, y possède une usine spéciale qui est parmi les mieux outillées. Le marché, soutenu par l'ouverture de "maisons de nouveautés" comme Le Bon Marché ou Le Louvre, pousse les associés à s'implanter en Angleterre (Nottingham et Londres), berceau du tulle.
A Lunéville, la Maison Dognin possède une usine pour produire les articles pailletés, perlés et brodés, qui trouvent, à l'époque, un large emploi dans la toilette de la femme.
Les nouveautés, créées à Paris et exécutées dans ces usines et ces centres de production divers, arrivent chaque jour au magasin que la maison occupe rue du Sentier et y constituent une collection unique de produits les plus variés.

## Le tournant duXXesiècle
Le mariage d'Auguste Isaac avec la fille de Camille Dognin, Amélie (1853-1939) unit définitivement les deux familles et fait de celui-ci le double héritier de la Maison. Le retrait d'Émile Dognin de l'affaire en 1889 fait de la branche Isaac la principale détentrice du capital de la société (57 %, contre 43 % pour les héritiers Dognin). Lorsqu'en 1911, Auguste se retire définitivement de la société Dognin, la quatrième génération accède au contrôle de la société. Elle compte les 3 fils aînés de Paul Dognin et les 3 fils aînés et le gendre d'Auguste Isaac.
La Grande guerre va paralyser le monde du luxe et de la mode et raréfier la main d’œuvre, mais les années qui la suivent voient se développer le marché américain, porté par le statut de Paris dans la mode des années folles. Si les matières synthétiques commencent à faire leur apparition dans la production, la clientèle se compose principalement d'acheteurs professionnels, mais également de riches particuliers et membres des cours européennes. Ces derniers assurant une grande renommée à la Maison Dognin.
La crise financière de 1929 et la Seconde Guerre mondiale ont un impact important sur la mode et donc sur la production et les exportations de la Maison Dognin. Administrée pendant plus d’un siècle et demi par les descendants de son fondateur, elle s’efforce cependant à conserver la place qu’elle a su conquérir et à rester digne de sa réputation.
Dans les années 1950 et 1960, la Maison Dognin, membre du comité Colbert, fournit en tulles et dentelles les plus grandes maisons de la haute-couture française : Dior, Jean Patou, Lanvin, Nina Ricci, Balmain, Givenchy, Carven, Balenciaga, Chanel et d'autres.

## La disparition de la dentelle et la renaissance de la maison
Entre 1964 et 1974, l’évolution de la mode féminine et la disparition des dentelles dans le prêt-à-porter auront raison d'une grande partie de la production lyonnaise  et la Maison Dognin ne fait pas exception. En 1975, Jacques Dognin (cinquième génération) est contraint de mettre un terme à la production. La maison fermera définitivement ses portes dix ans plus tard.
Cependant, la tradition de la dentelle lyonnaise a perduré jusqu'en 2001à Villeurbanne et le patrimoine institué par cette entreprise perdure, notamment avec le classement au répertoire des monuments historiques de 8 métiers à dentelle de la Maison Dognin. De plus, la ville de Calais a baptisé une de ses rues au nom de la Maison Dognin.
Enfin, fort de cet héritage familial, le créateur Luc Dognin - arrière-arrière-petit-fils de Paul Dognin - a repris en 2000 la marque familiale et son logo pour la fabrication de pièces de maroquinerie de luxe. On peut apercevoir certaines de ses créations au Musée Galliera à Paris ou au bras de Samantha Jones, dans la série Sex and the City.